# Pantoprazole
Pantoprazole, lần đầu tiên được bán dưới tên thương hiệu Protonix, là một loại thuốc dùng để điều trị viêm loét dạ dày, điều trị ngắn hạn của thực quản ăn mòn do trào ngược dạ dày thực quản (GERD), duy trì việc phục hồi thực quản đang bị ăn mòn, và điều kiện tăng tiết bệnh lý bao gồm Hội chứng Zollinger-Ellison. Nó cũng có thể được sử dụng cùng với các loại thuốc khác để loại bỏ Helicobacter pylori. Hiệu quả tương tự như các thuốc ức chế bơm proton khác (PPIs). Nó được đưa vào cơ thể qua miệng và bằng cách tiêm tĩnh mạch.
Các tác dụng phụ thường gặp bao gồm đau đầu, tiêu chảy, nôn mửa, đau bụng và đau khớp. Tác dụng phụ nghiêm trọng hơn có thể bao gồm phản ứng dị ứng nghiêm trọng, một loại viêm mãn tính được gọi là viêm dạ dày teo, viêm đại tràng do Clostridium difficile, thiếu magiê và thiếu vitamin B12. Sử dụng trong thai kỳ dường như là an toàn. Pantoprazole là một chất ức chế bơm proton làm giảm bài tiết axit dạ dày. Nó hoạt động bằng cách bất hoạt (H+/K+) - chức năng ATPase trong dạ dày.
Nghiên cứu về pantoprazole bắt đầu vào năm 1985, và nó đã được đưa vào sử dụng y tế ở Đức vào năm 1994. Nó có sẵn như là một loại thuốc gốc. Tính đến năm 2018, chi phí bán buôn thuốc ở Hoa Kỳ là dưới 0,10 đô la Mỹ mỗi liều. Tại Vương quốc Anh, số tiền này có giá dưới 0,05 pound, trong khi công thức cho tiêm tĩnh mạch có giá khoảng 5 pound mỗi liều. Năm 2016, đây là loại thuốc được kê đơn nhiều thứ 25 tại Hoa Kỳ, với hơn 25 triệu đơn thuốc.

## Sử dụng trong y tế
Pantoprazole được sử dụng để điều trị ngắn hạn xói mòn và loét thực quản cho người lớn và trẻ em từ 5 tuổi trở lên do bệnh trào ngược dạ dày thực quản. Nó có thể được sử dụng như một liệu pháp duy trì để sử dụng lâu dài sau khi có phản ứng ban đầu, nhưng chưa có nghiên cứu kiểm soát nào về việc sử dụng pantoprazole trong thời gian 12 tháng. Pantoprazole cũng có thể được sử dụng kết hợp với kháng sinh để điều trị loét do Helicobacter pylori gây ra .  Nó cũng có thể được sử dụng để điều trị lâu dài hội chứng Zollinger-Ellison. Nó có thể được sử dụng để ngăn ngừa loét dạ dày ở những người dùng NSAID.